# Альчато, Андреа
Джова́нни Андре́а Альча́то (также Альчиато, Альчати, латинизированная форма — Альциат; итал. Giovanni Andrea Alciato, Alciati, лат. Andreas Alciatus; 8 мая 1492, Альзате-Брианца близ Милана — 12 января 1550, Павия) — итальянский юрист, один из основателей юридического гуманизма. Наиболее известен как автор текста «Эмблематы» (Милан, 1522), иллюстрированное издание которой (Антверпен, 1531) породило эмблематическую книгу как особый литературный жанр и оказало значительное влияние на культуру маньеризма и барокко.

## Биография
Джованни Андреа Альчато родился 8 мая 1492 года в знатной миланской семье. Получил гуманистическое образование в Милане (1504—1506) и Павии (с 1507). Среди учителей Альчато — известные гуманисты Димитрий Халкокондил и Иоанн Ласкарис. Получил докторскую степень в 1516 году. Уже в юности Альчато отличался большими способностями в области юриспруденции. Преподавал право в Милане, публиковал трактаты, где применял к юридическим текстам филологические и исторические методы (в духе «Примечаний к Пандектам» Гийома Бюде).

### Альчато во Франции
Снискав известность, в 1521 году был приглашён преподавать в Авиньоне на весьма выигрышных условиях. Авиньонские лекции Альчато имели огромный успех; однако контракт не был возобновлен из-за его возросших требований. Альчато вернулся в Милан, где преподавал в 1527—1529 годах. Папа Лев X пожаловал ему титул палатинского графа. Столкнувшись с завистью и преследованиями других правоведов, Альчато снова отправился во Францию, где благодаря усилиям Бюде и покровительству Франциска I в 1529 году получил кафедру в университете Бурже; в числе его учеников были Иоанн Секунд и Жан Кальвин. В знак благодарности французскому королю за щедрое жалованье Альчато посвятил ему трактат о правилах дуэли (1541).

### Возвращение в Италию
В 1532 году по настоянию миланского герцога Франческо Сфорца Альчато вторично возвратился в Италию. Преподавал в университетах Милана, Болоньи (1537—1540), Павии (1540—1542; здесь он поддерживал дружеские отношения с философом и математиком Джироламо Кардано), Феррары (1542—1546) и снова Павии, где трудился до конца своих дней.

## Сочинения
Альчато, отличавшийся огромной эрудицией и знанием античной классики, стоял у истоков многих дисциплин правоведения. Одним из первых он обратил внимание на историю права и его развитие с ходом времени. Его перу принадлежит целый ряд латинских сочинений, в том числе три юридических трактата и незавершённая «История Милана» (Rerum Patriae libri IV, опубликована посмертно в 1625 году).

### «Книга эмблем»
Наибольшую славу Альчато принесла «Книга эмблем», впервые изданная в 1531 году в Аугсбурге.
Книга содержала аллегорические гравюры на нравственные темы. Изображение (pictura) предварялось inscriptio (надписью), а под ним помещались латинские стихи (subscriptio), разъяснявшие мораль изображения. Эмблемы, таким образом, представляли сложные философские понятия в конкретной и доступной как зрительному, так и умственному восприятию форме. Сам Альчато называл эмблему «украшением истины иероглифической отделкой». В первое издание было включено 104 эмблемы; в дальнейшем их число увеличилось до 190 (венецианское издание 1546 года); в падуанском издании 1621 года их было уже 212.
«Книга эмблем» пользовалась беспрецедентной популярностью: к 1620 году появилось более сотни её изданий (латинский оригинал, а также переводы на итальянский, французский, испанский, немецкий и английский языки). В XVI веке было создано множество сочинений по её образцу: «Диалог о военных и любовных эмблемах» Паоло Джовио (1555), «Иконология» Чезаре Рипа (1593), книги Шипионе Аммирато, Джироламо Рушелли, Шипионе Баргальи и т. д. Эмблематический язык, открывавший пути для создания философски насыщенных изображений, стал одним из важнейших элементов культуры барокко.
Как показала критик и исследователь фотографии Виктория Мусвик, в середине XVI века «Книга эмблем» стала наиболее популярным изданием в Европе, использовавшимся в качестве дружеских альбомов.
Искусствовед А. А. Бабин в статье «О „Девочке на шаре“ Пикассо» высказал предположение о возможном влиянии книги Альчато на творчество Пабло Пикассо, сравнив картину «Девочка на шаре» с одной из гравюр «Книги эмблем», изображающей Гермеса, сидящего на устойчивом кубе и воплощающего образ Доблести, и Фортуну в облике юной женщины, балансирующей на шаре на краю обрыва, держа над головой покрывало-парус.
Историк и теоретик искусства Эрвин Панофский оценивает «Книгу эмблем» далеко не апологетически. По его мнению, Альчато во многом опирался на ранее опубликованную «Иероглифику» Гор-Аполлона, а главной задачей автора «Книги эмблем» было «намеренно усложнить всё простое и окутать туманом всё очевидное там, где средневековая изобразительная традиция стремилась упростить всё наиболее сложное и прояснить всё запутанное и трудное».
- De ponderibus et mensuris, 1532
- In Digestorum titulos aliquot commentaria, 1560